# Kazimierz Ignacy Chojecki
Kazimierz Ignacy Chojecki herbu Lubicz – szambelan Stanisława Augusta Poniatowskiego w 1766 roku, cześnik łukowski w 1788 roku, łowczy łukowski w latach 1778-1788, wojski większy łukowski w latach 1770-1778, miecznik łukowski w latach 1759-1770, skarbnik łukowski w latach 1746-1759.

## Życiorys
Poseł na sejm 1752 roku z ziemi liwskiej. Konsyliarz konfederacji Czartoryskich w 1764 roku.
Odznaczony Orderem Świętego Stanisława w 1791 roku.